# Luciellidae
De Luciellidae zijn een familie van uitgestorven weekdieren uit de klasse van de Gastropoda (slakken).

## Geslacht
- Luciella de Koninck, 1883 †